# ルイス・フェルナンド・ディアス・マルランダ
ルイス・ディアス（Luis Díaz, 1997年1月13日 - ）は、コロンビア・ラ・グアヒーラ県バランカス出身のプロサッカー選手。ブンデスリーガ・FCバイエルン・ミュンヘン所属。コロンビア代表。ポジションはフォワード、ミッドフィールダー。

## 経歴

### クラブ
アトレティコ・ジュニオールのユースチームから、2015年に傘下のバランキージャFCに昇格。2016年4月26日のデポルティーボ・ペレイラ戦でプロデビュー。2017年にカテゴリア・プリメーラA所属のトップチームに昇格。同年8月27日のオンセ・カルダス戦で、トップリーグ初出場。国内カップ戦のコパ・コロンビアで優勝。2018年シーズンは38試合13得点を記録し、後期リーグ優勝を経験した。
2019年7月10日、5年契約でポルトガルのポルトに移籍。2019年8月7日、UEFAチャンピオンズリーグデビューを果たした。2019年8月14日、ヴィトリア・デ・ギマランイス戦で先発出場し、移籍後初ゴールを挙げた。
2019-20シーズンは50試合に出場して14ゴールを記録し、リーグとタッサ・デ・ポルトガル制覇に貢献した。
2020年、スーペルタッサ決勝戦でベンフィカと対戦し、ゴールを挙げて優勝に貢献した。2020年10月21日、UEFAチャンピオンズリーグのマンチェスター・シティ戦でチャンピオンズリーグ初ゴールを記録した。
2021年9月11日、スポルティングとの試合でゴールを挙げた。10月9日、チャンピオンズリーグ・グループステージのミラン戦でゴールを挙げ、勝利に貢献した。11月1日、モレイレンセ戦で2ゴールを挙げ、リーグ戦最初の6試合で5ゴールを達成した。11月28日、ヴィトーリア・デ・ギマランイス戦でのロングシュートが、プリメイラ・リーガ月間最優秀ゴールに選出された。その活躍により、10月と11月にはリーグの月間最優秀選手と月間最優秀フォワードにも選ばれた。12月19日、2か月連続でリーグの月間最優秀フォワードに選ばれた。シーズンの途中でポルトを去ったにもかかわらず、リーグ戦18試合で14ゴールを記録した。
2021-22シーズン中の2022年1月30日、2027年までの5年契約でイングランドのリヴァプールに移籍。FAカップ4回戦のカーディフ戦で後半途中から出場して公式戦デビューし、南野拓実のゴールをアシストした。リーグ第26節のノリッジ戦で移籍後初ゴールを挙げた。FAカップ決勝ではゴールこそ奪えなかったが、優勝を果たし、試合の最優秀選手に選出された。
2022-23シーズン、2022年10月9日アーセナル戦での負傷により長期離脱となった。
2023年10月、両親がコロンビアで、バイクに乗った武装集団に誘拐された。母親は解放されたが、コロンビア軍と警察が父のルイス・マヌエル・ディアスの居場所を特定するために動いていたが、11月9日に解放された。
2024-25シーズン、リーグ制覇を決めた試合でも得点するなど、プレミアリーグで自己最多の13ゴールを挙げた。
2025年7月30日、ドイツのバイエルン・ミュンヘンに4年契約で移籍。移籍金は最大で7,500万ユーロと報じられている。

### 代表
2017年にエクアドルで開催された南米ユース選手権に、U-20コロンビア代表として出場。

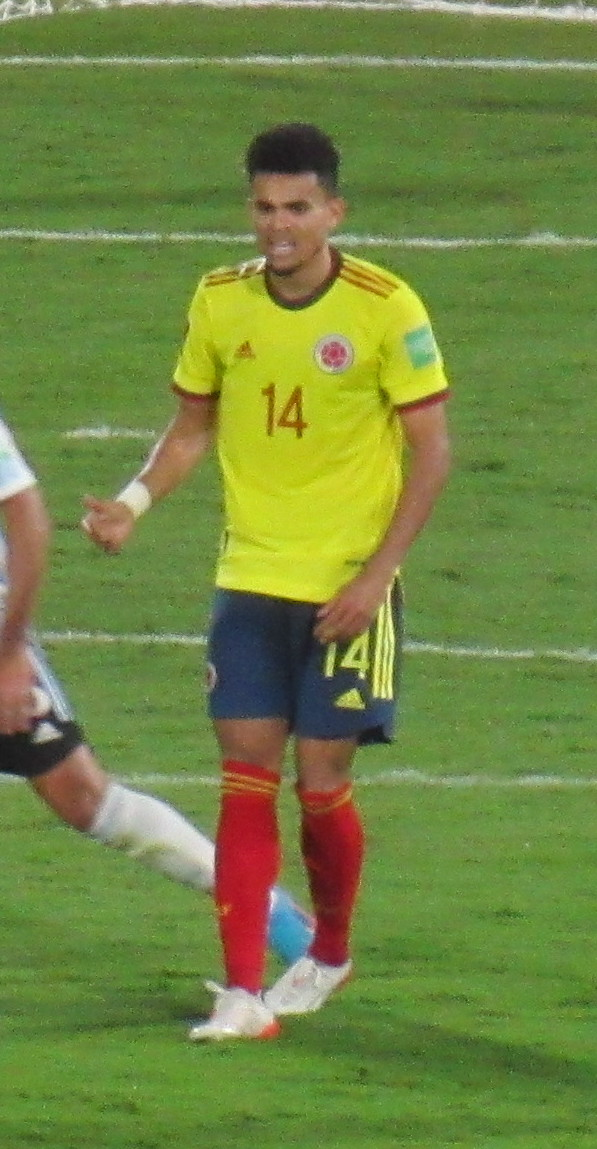
コロンビア代表でのディアス（2022年）

2018年9月12日、アルゼンチンとの親善試合でA代表初出場。
2019年3月26日の韓国戦で、代表初ゴールを記録。同年6月にはコパ・アメリカ2019の代表にも選出され、チームをベスト8に導いた。
2021年、コパ・アメリカ2021コパ・アメリカに出場するメンバーに選ばれた。6月23日、1回戦で開催国ブラジルと対戦。バイシクル・キックで先制点を挙げ、7月6日、準決勝のアルゼンチン戦でもゴールを挙げた。3位決定戦のペルー戦では決勝点を含む2得点を挙げ、3-2で勝利に貢献。リオネル・メッシと並んで大会の得点王となった。

2024年6月21日、コパ・アメリカに出場する26人のメンバーに選ばれた。

## 個人成績

### クラブ
| 国内大会個人成績 | 国内大会個人成績 | 国内大会個人成績 | 国内大会個人成績 | 国内大会個人成績 | 国内大会個人成績 | 国内大会個人成績 | 国内大会個人成績 | 国内大会個人成績 | 国内大会個人成績 | 国内大会個人成績 | 国内大会個人成績 |
| 年度             | クラブ           | 背番号           | リーグ           | リーグ戦         | リーグ戦         | リーグ杯         | リーグ杯         | オープン杯       | オープン杯       | 期間通算         | 期間通算         |
| 年度             | クラブ           | 背番号           | リーグ           | 出場             | 得点             | 出場             | 得点             | 出場             | 得点             | 出場             | 得点             |
| コロンビア       | コロンビア       | コロンビア       | コロンビア       | リーグ戦         | リーグ戦         | リーグ杯         | リーグ杯         | オープン杯       | オープン杯       | 期間通算         | 期間通算         |
| ---------------- | ---------------- | ---------------- | ---------------- | ---------------- | ---------------- | ---------------- | ---------------- | ---------------- | ---------------- | ---------------- | ---------------- |
| 2017             | ジュニオール     |                  | プリメーラA      | 12               | 0                | -                | -                | 7                | 0                | 19               | 0                |
| 2018             | ジュニオール     | 23               | プリメーラA      | 38               | 13               | -                | -                | 2                | 0                | 40               | 13               |
| 2019             | ジュニオール     | 10               | プリメーラA      | 17               | 2                | -                | -                | -                | -                | 17               | 2                |
| ポルトガル       | ポルトガル       | ポルトガル       | ポルトガル       | リーグ戦         | リーグ戦         | リーグ杯         | リーグ杯         | ポルトガル杯     | ポルトガル杯     | 期間通算         | 期間通算         |
| 2019-20          | ポルト           | 7                | プリメイラ       | 29               | 6                | 5                | 2                | 6                | 2                | 40               | 10               |
| 2020-21          | ポルト           | 7                | プリメイラ       | 30               | 6                | 1                | 1                | 6                | 1                | 37               | 8                |
| 2021-22          | ポルト           | 7                | プリメイラ       | 18               | 14               | 1                | 0                | 3                | 0                | 22               | 14               |
| イングランド     | イングランド     | イングランド     | イングランド     | リーグ戦         | リーグ戦         | FLカップ         | FLカップ         | FAカップ         | FAカップ         | 期間通算         | 期間通算         |
| 2021-22          | リヴァプール     | 23               | プレミアリーグ   | 13               | 4                | 1                | 0                | 5                | 0                | 19               | 4                |
| 2022-23          | リヴァプール     | 23               | プレミアリーグ   | 17               | 4                | 0                | 0                | 0                | 0                | 17               | 4                |
| 2023-24          | リヴァプール     | 7                | プレミアリーグ   | 37               | 8                | 4                | 1                | 3                | 1                | 44               | 10               |
| 2024-25          | リヴァプール     | 7                | プレミアリーグ   | 36               | 13               | 4                | 1                | 1                | 0                | 41               | 14               |
| ドイツ           | ドイツ           | ドイツ           | ドイツ           | リーグ戦         | リーグ戦         | リーグ杯         | リーグ杯         | DFBポカール      | DFBポカール      | 期間通算         | 期間通算         |
| 2025-26          | バイエルン       | 14               | ブンデスリーガ   |                  |                  | -                | -                |                  |                  |                  |                  |
| 通算             | コロンビア       | コロンビア       | プリメーラA      | 67               | 15               | -                | -                | 9                | 0                | 76               | 15               |
| 通算             | ポルトガル       | ポルトガル       | プリメイラ       | 77               | 26               | 7                | 3                | 15               | 3                | 99               | 32               |
| 通算             | イングランド     | イングランド     | プレミアリーグ   | 103              | 29               | 9                | 2                | 9                | 1                | 121              | 32               |
| 通算             | ドイツ           | ドイツ           | ブンデスリーガ   |                  |                  | -                | -                |                  |                  |                  |                  |
| 総通算           | 総通算           | 総通算           | 総通算           | 247              | 70               | 16               | 5                | 33               | 4                | 296              | 79               |

### 代表
| コロンビア代表 | 国際Aマッチ | 国際Aマッチ |
| 年             | 出場        | 得点        |
| -------------- | ----------- | ----------- |
| 2018           | 1           | 0           |
| 2019           | 13          | 1           |
| 2020           | 2           | 0           |
| 2021           | 15          | 6           |
| 2022           | 6           | 1           |
| 2023           | 8           | 3           |
| 2024           | 16          | 5           |
| 2025           | 3           | 3           |
| 通算           | 64          | 19          |

## タイトル

### クラブ
アトレティコ・ジュニオール
- コパ・コロンビア（スペイン語版）（2017）

ポルト
- プリメイラ・リーガ（2019-20）
- タッサ・デ・ポルトガル（2019-20）
- スーペルタッサ・カンディド・デ・オリベイラ（2020）

リヴァプール
- EFLカップ（2021-22, 2023-24）
- FAカップ（2021-22）
- FAコミュニティ・シールド（2022）
- プレミアリーグ（2024-25）[21]

### 個人
- コパ・アメリカ ベストイレヴン（2021）[30]
- コパ・アメリカ 得点王（2021）[30]
- プリメイラ・リーガ 月間最優秀選手（2021年10月、2021年11月）